# Wraithborne
Wraithborne es un videojuego de rol de acción desarrollado por Alpha Dog Games y publicado por Crescent Moon Games para iOS en 2012, para Ouya en 2013 y para Android en 2014.

## Sinopsis
Cuando la magia regresó al mundo, todo cambió en un instante. Todo lo que queda del pasado son las ruinas de la caída Era de la Humanidad. Las antiguas leyendas (de espectros, duendes y hombres lobo) ahora acechan las tierras. Pero ahora, uno nacido de su mayor miedo reclamará el poder de las Runas y protegerá lo que queda de la humanidad. Él es Wraithborne.

## Jugabilidad
Wraithborne es un juego de golpes y aplastamientos en un mundo de fantasía oscura. Se toma el control de un guerrero solitario para derrotar a monstruos temibles con una combinación de acción de combate basada en gestos y un desafío estratégico para desbloquear, mejorar y usar la poderosa magia rúnica. Los jugadores exploran, luchan y ganan recompensas.

## Desarrollo
El juego se desarrolló en seis meses.

## Recepción
La versión iOS recibió críticas "promedio" según el sitio web de agregador de reseñas Metacritic.